# Мартін Кульга
Мартін Кульга (словац. Martin Kuľha; 7 серпня 1976, м. Попрад, ЧССР) — словацький хокеїст, правий нападник. Виступає за ХК «Віллар-де-Лан» у другому дивізіоні Франції.
Вихованець хокейної школи ХК «Попрад». Виступав за ХК «Попрад», МсХК «Жиліна», «Пухов», «Слован» (Братислава), «Беркут» (Київ), ХК «36 Скалиця», «Чіксереда», «Боксер де Бордо», «Клермон».
У складі національної збірної Словаччини провів 41 матч (12 голів).
Досягнення
- Чемпіон Словаччини (2002, 2003, 2005, 2007, 2008), срібний призер (2011)
- Володар Континентального кубка (2004).